# Chandra Shekhar
Pour les articles homonymes, voir Shekhar.
Chandra Shekhar Singh, né le 1er juillet 1927 à Ibrahimpatti, en Inde, et mort le 8 juillet 2007 à New Delhi, en Inde, est un homme politique indien, Premier ministre de l'Inde du 10 novembre 1990 au 21 juin 1991. Membre du parti Janata Dal.

## Biographie
Il naît le 1er juillet 1927 dans une famille de cultivateurs à Ibrahimpatti dans l'État d'Uttar Pradesh. Il est élève à l'Université Allahabad, dont il sort maître des arts.
Il est emprisonné pendant la période d'état d'urgence décrété par le gouvernement d'Indira Gandhi entre 1975 et 1977.
En 2004, il est élu député pour la septième fois consécutive.
Souffrant d'un cancer, il est hospitalisé à New Delhi dans un état critique le 3 mai 2007. Son état se détériore et il meurt le 8 juillet 2007.